# Carlos Martínez de Irujo y McKean
Carlos Fernando Martínez de Irujo y McKean Tacón y Armitage (Washington, 14 de diciembre de 1802 - Madrid, 26 de diciembre de 1855) fue un diplomático y político español, II marqués de Casa Irujo, duque consorte de Sotomayor, senador vitalicio (d. 1846), caballero de la Orden de Carlos III, Gran Cruz de la portuguesa Orden de la Torre y la Espada. 
Hijo y sucesor de Carlos Martínez de Irujo y Tacón. Su madre fue Sarah Maria Theresa McKean.

## Vida
Afiliado al Partido Moderado, desde el 28 de enero de 1847 presidió un gabinete de tendencia conciliadora para suceder a Istúriz. Fue derrocado el 28 de marzo por la oposición del general Serrano, amante de la Reina. Desempeñó el Ministerio de Estado durante el tercer gobierno de Narváez, entre el 23 de octubre de 1847 y el 29 de julio de 1848 y, en 1850, fue nombrado embajador en París, cargo del que fue destituido por Bravo Murillo. Poco antes de morir, la Reina lo designó Jefe Superior de Palacio. 
Fue segundo presidente del Casino de Madrid, entre 1843 y 1848.

## Matrimonio e hijos
Casó el 23 de junio de 1844 con Gabriela del Alcázar y Vera de Aragón, VII Duquesa de Sotomayor (1826-1889), de quien tuvo dos hijos: 
- Carlos Martínez de Irujo y del Alcázar (3 de abril de 1846 - 14 de septiembre de 1909), VIII Duque de Sotomayor, III Marqués de Casa Irujo, grande de España.
- María de la Piedad Martínez de Irujo y del Alcázar, casada con Pedro Caro y Széchényi, VI marqués de la Romana, grande de España.

| Predecesor: Francisco Javier Istúriz                     | Presidente del Consejo de Ministros de España 1847 | Sucesor: Joaquín Francisco Pacheco                  |
| Predecesor: Francisco Javier Istúriz Ramón María Narváez | Ministro de Estado 1847 1847 - 1848                | Sucesor: Joaquín Francisco Pacheco Pedro José Pidal |